# Archevêché orthodoxe d'Ohrid
Pour les articles homonymes, voir Archevêché d'Ohrid.
L'archevêché orthodoxe d'Ohrid (en serbe cyrillique : Православна охридска архиепископија ; en macédonien : Православна Охридска Архиепископија ; en serbe latin : Pravoslavna ohridska arhiepiskopija) est une ancienne circonscription autonome orthodoxe du Patriarcat de Serbie en Macédoine du Nord, qui a opéré sur le territoire de la Macédoine du Nord de 2002 à 2023. Elle est restée la seule Église orthodoxe de Macédoine du Nord qui soit canoniquement reconnue par les autres Églises orthodoxes entre 1967 et 2022. En effet le lundi 9 mai, le patriarcat de Constantinople a entériné l’autocéphalie de l’Eglise orthodoxe macédonienne.
En revanche, la Commission de religion de l'État macédonien ne reconnait pour sa part que l'autre juridiction, non-canonique : l'Église orthodoxe macédonienne (ÉOM) fondée en 1967, pour le motif qu'un seul groupe peut être enregistré pour chaque confession, et que le nom de l'archevêché orthodoxe d'Ohrid du Patriarcat de Serbie n'était pas suffisamment distinct de celui de l'ÉOM qui, elle aussi, s'appelle « archevêché orthodoxe d'Ohrid ».

## Localisation

Localisation de l'archevêché d'Ohrid

## Histoire

### Conflit juridictionnel
L'archevêché orthodoxe d'Ohrid du Patriarcat de Serbie, en unité canonique et ecclésiastique avec l'Église orthodoxe serbe, et par là avec la communauté dans son ensemble des Églises orthodoxes, est dirigé par l'archevêque Jovan Vraniškovski, siégeant à Veles. N'étant pas reconnu par la Commission de religion de l'État macédonien, il en a été expulsé par la police, sans ordonnance du tribunal, le 7 juillet 2002. De la même manière, toujours sans ordonnance d'un tribunal, les moines de quatre monastères ont été expulsés de leurs monastères, qui ont été attribués à l'ÉOM. Un cinquième monastère, Saint-Jean-Chrysostome dans un village près de Nižepole Bitola, a été investi par des hommes armés et masqués, qui n'y trouvant pas l'archevêque Jovan qu'ils recherchaient, ont menacé les religieuses avec des mitrailleuses, les ont tondues et ont incendié le monastère, en février 2004.
Les fidèles de l'Archevêché orthodoxe d'Ohrid du Patriarcat de Serbie ont été perquisitionnés par la police, molestés et menacés de perdre leur emploi. L'Église du monastère Saint-Jean-Chrysostome a été démolie par les autorités de l'État le 15 octobre 2004. La chapelle Saint-Nectaire d'Égine, après avoir été cambriolée et saccagée à plusieurs reprises, a été finalement complètement démolie le 12 juillet 2005. Le pope qui servait cette chapelle, Borjan Vitanov, a été molesté à deux reprises.

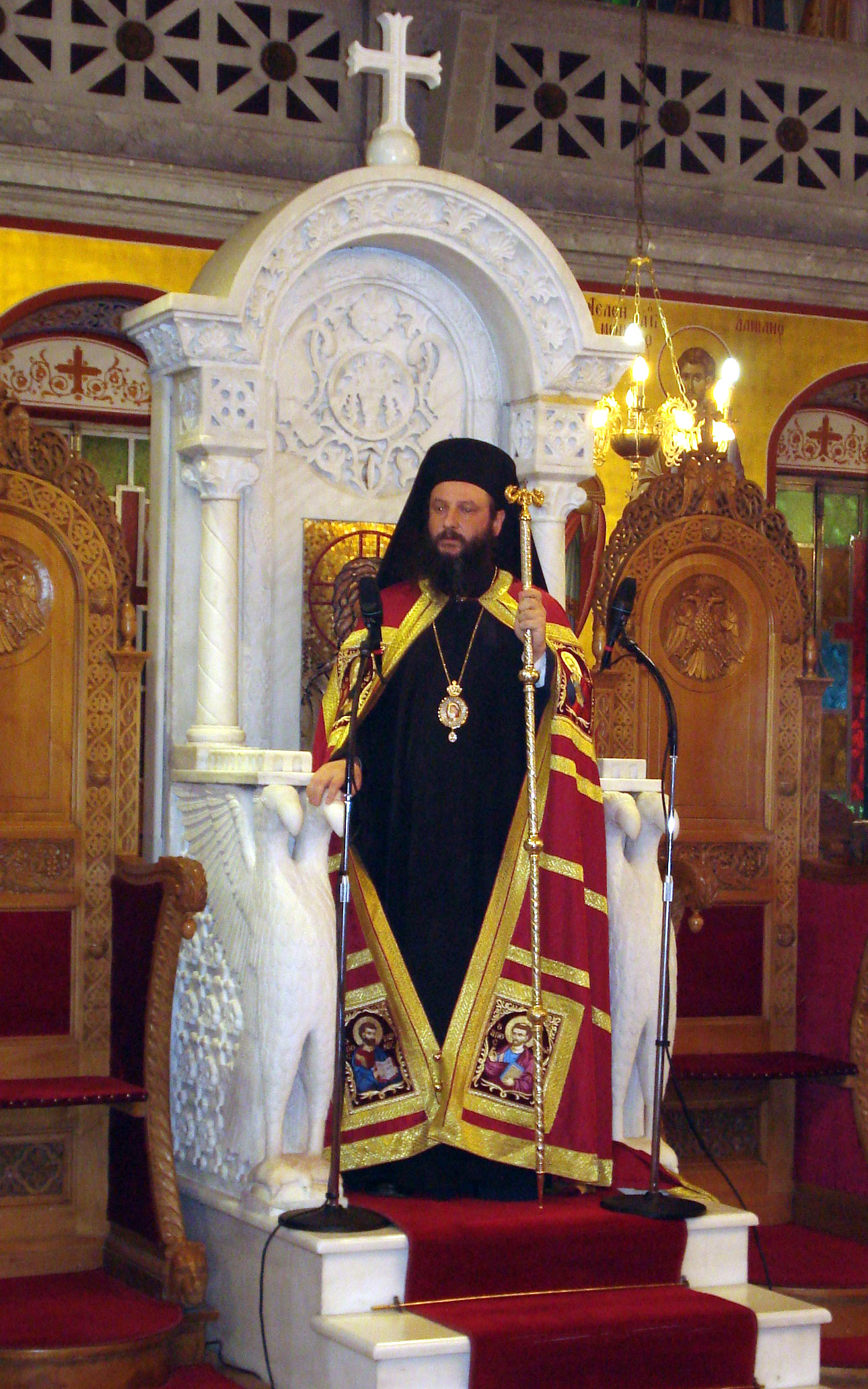
L'archevêque Jovan Vraniškovski

L’archevêque Jovan a été condamné à 18 mois de prison en juin 2005 pour « incitation à la haine ethnique, raciale et religieuse, la discorde et l'intolérance ». Sa culpabilité a été prononcée sur ces trois attendus :
- il a écrit un texte dans un calendrier religieux dans lequel il qualifie l'Église orthodoxe macédonienne de « schismatique » ;
- il a accepté d'être nommé exarque de l'Église orthodoxe serbe et a participé à l'ordination d'autres évêques et de Joachim Marko ;
- il a officié un service religieux dans un logement appartenant à ses parents.

Pour ces motifs, il a passé 220 jours en prison. La Cour suprême a déclaré les deux derniers des trois attendus inconstitutionnels et sa peine a été réduite à huit mois. L'Archevêque Jovan a ensuite été condamné pour la seconde fois, sur des accusations de complicité de détournement de fonds, et a été condamné à une peine de prison supérieure de 2 ans à celle du premier défendeur (qui a été condamné 1 an et 3 mois) en 2006. Il a été emprisonné 256 jours.

### Réactions internationales aux persécutions
Amnesty International considère l'archevêque Jovan comme un prisonnier d'opinion.
Le Comité Helsinki pour les droits de l'homme a signalé la violation constante des libertés religieuses et les droits humains des membres et des fidèles de l'Archevêché orthodoxe d'Ohrid du Patriarcat de Serbie par le ministère de l'Intérieur de Macédoine du Nord, qui persécute aussi les citoyens ayant manifesté des sentiments de compassion ou une attitude compréhensive à leur égard. Ces persécutions se concrétisent par des problèmes lors du passage des frontières de l'État, des menaces, des gardes à vue par la police, des poursuites contre les citoyens qui ont hébergé les moines et les religieuses expulsés, l'interdiction par la police du droit de résider dans telle ou telle commune,,.
L'Organisation pour la sécurité et la coopération en Europe a rendu compte de l'emprisonnement de l'archevêque Jovan Vraniškovski, estimant que les responsables politiques macédoniens, en réponse au différend purement ecclésiastique entre deux Églises orthodoxes, ont réagi de façon brutale, comme à l'époque totalitaire, et que la peine de 18 mois de prison avec mandat est excessive et injustifiée. En ce qui concerne le cas de la destruction de la chapelle, le rapport indique que le gouvernement devrait être religieusement neutre, mettre fin à ces tracasseries et payer des dédommagements pour les bâtiments détruits.

## Organisation territoriale

Carte de l'archevêché serbe d'Ohrid

- Archevêché d'Ohrid, Métropole de Skopje
- Évêché de Bregalnica
- Évêché de Debar et Kičevo
- Évêché de Polog et Koumanovo
- Évêché de Prespa et Pélagonie
- Évêché de Vélès et Povardarie
- Évêché de Strumica
- Évêché de Dremvitza (titulaire)